# Canal de les Fàbriques
El canal de les Fàbriques, o canal de Can Badia, és una obra de Ripoll protegida com a Bé Cultural d'Interès Local.

## Descripció
El canal surt del vessant dret de la resclosa i quan arriba al paratge de Rama travessa la carretera. Té una llargada de 4500 m i una amplada de 1'10m. És creuat per diversos passos i passarel·les, en forma d'arc de punt rodó, que permeten accedir a cases de pagès i a conreus. Per superar desnivells i el curs de torrents el canal s'aixeca sobre ponts, destaca l'aqüeducte d'Estamariu, que té 16 arcades de punt rodó, presenta tirants de ferro i té una llum de 5 m.
Es tracta d'una obra destacable per les seves dimensions, en especial la llargada, i és un bon exemple d'arquitectura industrial de finals del segle xix a Catalunya. La seva situació tancant l'embocadura d'una petita vall li dona una fesomia característica.